# American International Pictures
American International Pictures (AIP) (Амери́кан Интерне́шнл Пи́кчерз) — американская кинокомпания (1954—1980).
Кинокомпания специализировалась на малобюджетных фильмах, причём её продукция была нацелена на молодую аудиторию — которая должна была приносить максимальную прибыль. А именно, один из её основателей Сэмуэль Аркофф исходил из своей теории, которая гласила, что для того чтобы заполучить самую большую аудиторию, нужно ориентироваться на вкусы 19-летнего зрителя.
Компанию основали Джеймс Харви Николсон (1916-1972) и Сэмуэл Захари Аркофф (1918-2001) в 1954 году. Сначала она называлась American Releasing Corporation (ARC), в 1956 году была переименована в American International Pictures (AIP).
Компания прекратила производить фильмы в 1980 году, вскоре после слияния (в июле 1979 года, в первый убыточный год в своей истории) со специализировавшейся на производстве телевизионного контента компанией Filmways.
В 1981 году Аркофф ушёл из компании и основал свою собственную студию Arkoff International Pictures. В 1982 году Filmways/AIP, уже находившуюся на грани банкротства, купила кинокомпания Orion.